# Ворм-Спрінгс (Джорджія)
Ворм-Спрінгс (англ. Warm Springs) — місто (англ. city) в США, в окрузі Мерівезер штату Джорджія. Населення — 465 осіб (2020).

## Географія
Ворм-Спрінгс розташований за координатами 32°53′14″ пн. ш. 84°40′43″ зх. д. / 32.88722° пн. ш. 84.67861° зх. д. (32.887240, -84.678642).  За даними Бюро перепису населення США в 2010 році місто мало площу 3,58 км², з яких 3,49 км² — суходіл та 0,09 км² — водойми.

## Демографія
Згідно з переписом 2010 року, у місті мешкало 425 осіб у 152 домогосподарствах у складі 93 родин. Густота населення становила 119 осіб/км².  Було 196 помешкань (55/км²).
Расовий склад населення:
| - 66,6 % — білих - 31,3 % — чорних або афроамериканців - 0,9 % — азіатів - 0,5 % — корінних американців |

До двох чи більше рас належало 0,0 %. Частка іспаномовних становила 0,9 % від усіх жителів.
За віковим діапазоном населення розподілялося таким чином: 21,9 % — особи молодші 18 років, 46,1 % — особи у віці 18—64 років, 32,0 % — особи у віці 65 років та старші. Медіана віку мешканця становила 44,9 року. На 100 осіб жіночої статі у місті припадало 64,7 чоловіків;  на 100 жінок у віці від 18 років та старших — 55,1 чоловіків також старших 18 років.
Середній дохід на одне домашнє господарство  становив 44 397 доларів США (медіана — 32 279), а середній дохід на одну сім'ю — 51 315 доларів (медіана — 39 773). За межею бідності перебувало 30,4 % осіб, у тому числі 38,8 % дітей у віці до 18 років та 0,0 % осіб у віці 65 років та старших.
Цивільне працевлаштоване населення становило 180 осіб. Основні галузі зайнятості: освіта, охорона здоров'я та соціальна допомога — 35,6 %, мистецтво, розваги та відпочинок — 16,7 %, роздрібна торгівля — 10,6 %, будівництво — 9,4 %.